# Haematopota pearsoni
Haematopota pearsoni är en tvåvingeart som beskrevs av H. Oldroyd 1957. Haematopota pearsoni ingår i släktet Haematopota och familjen bromsar.
Artens utbredningsområde är Liberia. Inga underarter finns listade i Catalogue of Life.